# Futtermeister
Der Futtermeister, die Futtermeisterin, ist für die Beschaffung, die Lagerung, die Konservierung und die Zubereitung von Futtermitteln verantwortlich. Gleichzeitig sorgen sie für die Einhaltung der Hygienebestimmungen, überwachen die Futtereinrichtungen und kontrollieren die Futteraufnahme der Tiere. Die Futtermeister prüfen die Futtermittel nach Zusammensetzung, Konsistenz, Aussehen und Geruch. Sie ermitteln die Futterrationen nach Menge und Zusammensetzung unter Beachtung von Zucht- und Haltungszielen und dem Lebensalter der Tiere.
Die Haupteinsatzgebiete von Futtermeistern sind landwirtschaftliche Betriebe mit großer Tierhaltung, Wildgehege, zoologische Gärten und Gestüte.
Den Beruf des Futtermeisters, der Futtermeisterin, können Tierpfleger, Pferdewirte, Tierwirte mit einer abgeschlossenen Berufsausbildung und einer spezialisierten Weiterbildung in Deutschland ausüben.
In der DDR wurde das Berufsbild des Futtermeisters Anfang der 1960er Jahre zur Verbesserung Futterwirtschaft in den LPGs beworben. Die Deutsche Bauernzeitung vom 31. März 1961 begründete die Propagierung des Futtermeisters wir folgt: „Weil wir jetzt in Dorf, in allen LPG ohne qualifizierte Anleitung nicht mehr weiterkommen. Der Futtermeister wird dabei helfen.“ Diese Aktion war ein Hinweis darauf, dass es in der DDR bei der Verwertung der Futtermittel in den LPG zu Missständen gekommen war.